# 泉田孝
泉田 孝（いずみだ たかし、1943年11月27日 - ）は、日本の実業家。ゴールドパック株式会社代表取締役社長であった。エア・ウォーターグループ内での代表取締役社長も歴任していた。

## 経歴
- 昭和41年3月 室蘭工業大学工学部 化学工学科 卒業
- 昭和41年4月 株式会社ほくさん 入社
- 昭和62年6月 同 常務取締役 経営戦略室長 兼 研究開発本部長
- 平成5年4月 大同ほくさん株式会社 常務取締役 医療関連事業本部長
- 平成12年4月 エア・ウォーター株式会社 常務取締役 医療事業、住設事業部長
- 平成13年2月 株式会社エア・ウォーター・リビング 代表取締役社長
- 平成17年6月 エア・ウォーター・エモト株式会社 代表取締役社長
- 平成24年6月 エア・ウォーター株式会社 専務取締役 営業・企画統括
- 平成24年9月 同 専務取締役 兼 ゴールドパック株式会社 代表取締役社長
- 平成26年6月同 顧問 兼 ゴールドパック株式会社 特別顧問